# 酒匂 (軽巡洋艦)
酒匂（さかは/さかわ）は、大日本帝国海軍の軽巡洋艦。阿賀野型の4番艦である。名前は静岡県および神奈川県を流れる酒匂川からとられている。太平洋戦争中に建造され、巡洋艦として大日本帝国で最後に竣工した軍艦となった。大戦末期の就役で主要な作戦に参加する機会はなく、舞鶴湾で無傷で日本の降伏を迎えた（詳細は後述）。武装を撤去したのち、復員船として活動した。
1946年7月、アメリカ軍の原爆実験（クロスロード作戦、ビキニ環礁）で標的艦に指定され、7月1日のエイブル実験で原子爆弾の炸裂により大破、翌2日に沈没した。

## 艦歴

### 建造
酒匂は1942年（昭和17年）11月21日、仮称艦名「第135号艦」として佐世保工廠で起工した。1944年（昭和19年）4月1日、第135号艦は酒匂と命名され、同日附で軍艦籍に入った。4月9日に進水し、同日附で横須賀鎮守府の在籍となった。
8月28日、佐世保工廠に酒匂艤装員事務所を設置した。11月10日、酒匂艤装員事務所は閉鎖され、艤装員長の大原利道大佐が艦長に補職された。

### 竣工と配属
酒匂は11月30日に竣工したが、この時点で同型艦の 阿賀野と能代が沈没しており、阿賀野型4隻が同時にそろうことはなかった。同日、連合艦隊附属となり、佐世保から呉に回航した。12月11日、第十一水雷戦隊旗艦となった。1945年1月15日、第十一戦隊に編入。
阿賀野型軽巡洋艦は水雷戦隊の旗艦として優れた性能を備えていたが、酒匂が就役した1944年末には、軽巡洋艦と駆逐艦が主体となる艦隊同士の水雷戦の機会は事実上失われていた。一方で日本海軍は同年に潜水艦や航空機による攻撃で駆逐艦の喪失が増大し、新造艦の早期戦線投入と兵員の練成が急務となっていた。当時の第十一水雷戦隊はこうした艦艇と兵員の訓練を目的に編制されており、酒匂の編入当時は松型駆逐艦や秋月型駆逐艦を主力とし、回天搭載母艦に改造された軽巡洋艦北上や駆逐艦響（第7駆逐隊）も一時的に所属した。

### 終戦まで
1945年（昭和20年）3月、戦艦大和（第二艦隊旗艦）と第二水雷戦隊で沖縄に突入する天一号作戦が発令された。酒匂は同型艦の矢矧と共に作戦に加わる予定だったが、直前になって酒匂の出撃は中止となった。その後は呉や瀬戸内海の八島で駆逐隊の訓練に従事した。4月1日、第二艦隊に編入。4月20日、連合艦隊第十一戦隊に編入。
坊ノ岬沖海戦で敗れた日本海軍は太平洋及びアジア上での大規模な作戦行動が不可能になり、主要な港湾部には機雷投下と空襲の危険が迫った。呉に残る行動可能な艦艇の一部は根拠地を移すことになり、5月21日、酒匂と松型駆逐艦数隻が呉を出港。酒匂は門司で駆逐艦と分かれ、舞鶴へ向かった。航海中、触底してスクリューに軽微な損傷を受けた。5月27日、4隻は舞鶴に到着した。

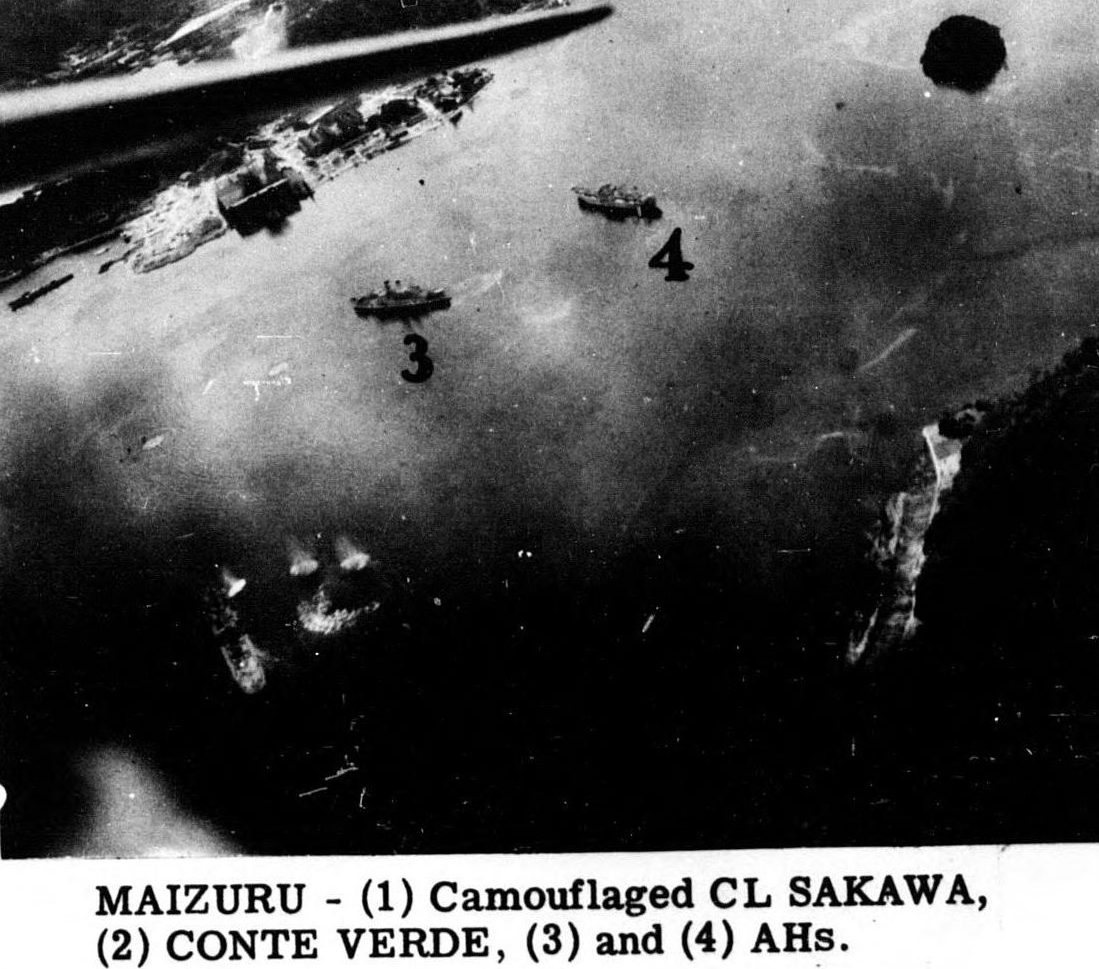
舞鶴空襲時に平湾上空からアメリカ軍機に撮影された擬装状態の酒匂（右下）。右上は烏島、左上は舞鶴市長浜の現海上自衛隊舞鶴航空基地付近で、酒匂は佐波賀に接岸している

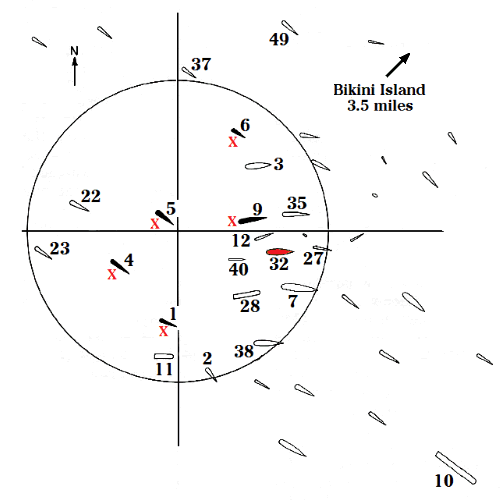
Able実験の配置図。5番がギリアム、7番が長門、9番が酒匂、32番がネバダ、35番がペンサコーラ。

しかしアメリカ軍は日本海側を含む主要な港湾を機雷で封鎖する作戦を開始し、5月16日には宮津湾、5月20日には舞鶴湾でB-29による最初の機雷投下が行われた。このため第十一水雷戦隊は空襲を誘発しないよう艦艇の軍港内の停留を避けた上で七尾湾への移動が検討され、当面の措置として6月1日に酒匂と柿、菫、楠、駆逐艦雄竹が機雷未投下の小浜湾に移動した。その後の酒匂は燃料不足のため、陸上から電気を引き、ボイラーの火は消された状態となった。6月25日には小浜湾にも機雷が投下された。
燃料が窮迫して組織的な艦隊運用は困難になっており、7月15日に第十一水雷戦隊は解隊され、「酒匂」は舞鶴鎮守府部隊に編入。特殊警備艦に指定され、7月19日に再び舞鶴湾に回航されたが、空襲の標的となる港内を避けて舞鶴市佐波賀の海岸に係留固定され、対空兵装を陸揚げした上で、甲板上に樹木を立てるなど入念な擬装を施した。擬装した藁に引火する恐れがあるため、対空射撃も禁止されたという。
7月30日の舞鶴・宮津空襲では港湾に在留した艦船も攻撃対象となり、駆逐艦初霜が擱座、潜水母艦長鯨の艦橋に着弾するなどの大きな被害が出たが、酒匂は損害を受けず、擬装状態のまま無傷で終戦を迎えた。酒匂は1945年10月5日に除籍された。
- 酒匂の終戦時の所在については当時、舞鶴海軍工廠富山分工場にいた福井静夫らが舞鶴港外としている[17][49][50]一方で、1945年6月25日から終戦までを七尾湾とする文献もある[51]。第十一水雷戦隊の戦時日誌によると、酒匂は6月1日から7月15日まで小浜湾内に在泊し[52]、七尾湾へ回航した記録はない。7月19日に小浜から舞鶴に移動後は一部兵装を降ろして擬装し、軍艦としての運用は困難になった。7月30日の舞鶴空襲時、佐波賀に係留された酒匂を米軍機が撮影している。終戦直後の8月17日に舞鶴港に入港した向日丸の乗員は、佐波賀で樹木で擬装した酒匂を目撃している[注釈 2]。

### 復員輸送
酒匂は連合国軍に引き渡された。特別輸送艦に指定される。釜山、南洋諸島、ニューギニア、台湾などを航海し、復員輸送に従事した。阿賀野型巡洋艦の定数乗組員約900名に対し、この時点の酒匂には約300名しか乗艦しておらず、武装を撤去し甲板に居住区やトイレが設置された。武装については、主砲は砲塔を残し砲身のみ撤去された。その他に高角砲、魚雷発射管、機銃、各射撃指揮装置、探照燈、射出機、22号電探、13号電探なども撤去された。乗員の不足を補うため予科練出身の井出定治など軍艦で勤務したことのない者まで集められたが、秩序は維持されていた。外国海軍の将校が乗り込むこともあったが、大原艦長は敬礼を求めたオーストラリア海軍の少尉に対し「こっちは大佐だ」とやり返したという。
また北海道の函館港から朝鮮半島・釜山港へ、朝鮮半島出身労働者（約1000名）を送り届けたこともあった。当時の乗組員の手記によれば、この時、士官居住区解放を求める朝鮮半島出身労働者と酒匂の乗組員との間に対立が起こった。だが、酒匂が沖合いに出て猛烈な時化に襲われると彼らは船酔いに悩まされ、交渉は取りやめとなった。この時、朝鮮系労働者が航海中甲板の至るところで嘔吐・排便排尿をしたため、彼らが下艦した後、その処理に酒匂の乗員は泣かされることになったという。また釜山港の埠頭には多数の民衆が集まって朝鮮人労務者を歓迎し、英雄として迎え入れた。目撃した岩松(酒匂航海士)は繰り返される万歳に複雑な想いを抱き、強い印象を受けたと回想している。

### ビキニ環礁へ
1946年（昭和21年）2月11日、大原艦長（第二復員官）は元空母の特別輸送艦葛城艦長に補職され、酒匂の就役から復員が終了するまで一代限りとなった酒匂艦長の職務を全うした。2月25日、酒匂は特別輸送艦の指定を解除された。その後、核実験（クロスロード作戦）の標的艦として戦艦長門などとともに、横須賀でアメリカ海軍に引き渡された。2隻は横須賀港で整備をおこなう。星条旗が掲げられていた。
日本海軍乗員による操縦指導が東京湾で行われたが、意思疎通不足によって主蒸気管が閉鎖されないまま巡航タービンのクラッチが切られた。無負荷となった巡航タービンは規定回転数を超えて暴走し、その轟音を聞いた日本兵とアメリカ兵はあわててタービン室から逃げだして事なきを得た。結果タービン1基が破損し3軸運転となった。操縦指導は20日間に渡って実施された。ビキニ環礁への移動に2名の日本兵の添乗が求められたが、日本兵が断ったためアメリカ海軍兵員によってのみ行われた。後にこの日本兵はビキニについていけばよかったと後悔している。
ビキニ環礁到着後、アメリカ軍将兵が乗り込んで視察したが、その際の映像が残っている。7月1日、同環礁で行われたクロスロード作戦にともなう核実験（A-実験　B-29による投下、空中爆発）では、酒匂は目標艦ネバダの約500～600m地点に配置されていた。だが爆心地がずれ、攻撃型輸送船ギリアムの直上で原子爆弾が爆発した。その強力な爆風により酒匂では艦橋より後方の構造物が、前方へなぎ倒された。艦尾部分で小火災が発生し、浸水により艦尾が沈下、やや左舷に傾斜した。7月2日、浅瀬への曳航作業中に、艦尾から沈没した。現在は水深60mの海底に沈んでいる。

## 歴代艦長
※『艦長たちの軍艦史』175-176頁に基づく。

### 艤装員長
1. 大原利通 大佐：1944年9月25日[77] - 11月10日[25]

### 艦長
1. 大原利通 大佐：1944年11月10日[25] - 1946年2月11日[63]

## 同型艦
- 阿賀野 - 能代 - 矢矧